# Volodyslav Fedorovyč
Volodyslav Fedorovyč, cyrilicí Володислав Федорович, polsky Wołodysław Fedorowycz, v českých pramenech i Ladislav Fedorovič (26. května 1845 Bilynivka – 22. prosince 1917 Kyjev nebo leden 1918 Vikno), byl rakouský politik ukrajinského (rusínského) původu (ovšem římskokatolického vyznání) z Haliče, v 2. polovině 19. století poslanec Říšské rady.

## Biografie
Jeho otcem byl Ivan Fedorovyč (1811–1870), politik a spisovatel, během revolučního roku 1848 poslanec Říšského sněmu. Volodyslav byl rusínského etnického původu, ale římskokatolického vyznání. Působil jako statkář ve Vikně. Ve Vikně mu patřil velký statek. Byl mecenášem umění a sám byl vlastníkem rozsáhlé umělecké sbírky. Angažoval se ve veřejném a politickém životě. V letech 1873–1876 byl prezidentem rusínského národního spolku Prosvita, kterému věnoval 12 000 zlatých, když zemský sněm odňal spolku svůj příspěvek. V roce 1887 organizoval rusínskou národopisnou výstavu v Ternopilu. Byl vedoucím rusínské delegace na slavnost otevření Národního divadla v Praze.
Působil též jako poslanec Říšské rady (celostátního parlamentu Předlitavska), kde usedl ve volbách roku 1879 za kurii venkovských obcí v Haliči, obvod Žovkva, Sokal, Rava atd. Rezignaci oznámil na schůzi 5. prosince 1882. Ve volebním období 1879–1885 se uvádí jako rytíř Ladislaus von Fedorowicz, statkář, bytem Vikno. V roce 1879 je řazen mezi polské národní poslance (parlamentní Polský klub). Patřil ovšem mezi Rusíny a byl členem mladorusínského proudu. Byl nicméně do voleb navržen propolským táborem. Proti jeho volbě podali protest někteří rusínští voliči a protestovala rovněž haličská Ruská rada. Věc posoudil legitimační výbor Říšské rady, který v únoru 1882 regulérnost volby potvrdil.
Roku 1902 byl jmenován členem Panské sněmovny (nevolená horní komora Říšské rady). Šlo tehdy o vůbec prvního etnického Rusína jmenovaného do Panské sněmovny (kromě lvovského řeckokatolického metropolity Šeptického).
Jeho statek včetně uměleckých sbírek byl v červenci 1917 vypálen ruskou armádou při jejím ústupu z Haliče. Sám Fedorovyč byl vzat do zajetí.
Zemřel v prosinci 1917 v Kyjevě, nebo v lednu 1918 na svém statku ve Vikně.